# Alberto di Sassonia-Coburgo
Alberto di Sassonia-Coburgo (Gotha, 24 maggio 1648 – Coburgo, 6 agosto 1699) fu duca di Sassonia-Coburgo.

## Biografia
Egli fu il quinto ma il secondo dei figli sopravvissuti di Ernesto I di Sassonia-Coburgo-Altenburg e di Elisabetta Sofia di Sassonia-Altenburg.
Alla morte del padre nel 1675, Alberto divenne reggente del Ducato di Sassonia-Gotha-Altenburg assieme ai fratelli, e prese Saalfeld come sua residenza. Nel 1680, dopo aver concluso il trattato di ripartizione dell'eredità paterna con i fratelli, ricevette Coburgo, in cui trasferì la propria residenza.
Alberto si sposò a Gotha il 18 luglio 1676 con Maria Elisabetta di Brunswick-Wolfenbüttel, Duchessa di Sassonia-Weimar, da cui ebbe un unico erede maschio.
In seconde nozze, Alberto sposò, sempre a Coburgo, il 24 maggio 1688 Susanna Elisabetta Kempinsky; nel 1689, venne creata Contessa Kempinsky di Schwisitz e Altenhofen. La coppia non ebbe figli.
Alla sua morte, dato che il figlio gli era premorto, le sue terre vennero disputate tra i suoi fratelli, ma Coburgo venne infine ereditata dal fratello più giovane, Giovanni Ernesto.

## Ascendenza
|                                        |                                         |                                        | Genitori                             |  |  | Nonni |  |  | Bisnonni                              |  |  | Trisnonni                       |  |
|                                        |                                         |                                        |                                      |  |  |       |  |  | Giovanni Guglielmo di Sassonia-Weimar |  |  | Giovanni Federico I di Sassonia |  |
|                                        |                                         |                                        |                                      |  |  |       |  |  | Giovanni Guglielmo di Sassonia-Weimar |  |  | Giovanni Federico I di Sassonia |  |
|                                        |                                         | Sibilla di Jülich-Kleve-Berg           |                                      |  |  |       |  |  | Giovanni Guglielmo di Sassonia-Weimar |  |  |                                 |  |
| Giovanni di Sassonia-Weimar            |                                         |                                        |                                      |  |  |       |  |  | Giovanni Guglielmo di Sassonia-Weimar |  |  |                                 |  |
|                                        |                                         | Dorotea Susanna di Wittelsbach-Simmern | Federico III del Palatinato          |  |  |       |  |  |                                       |  |  |                                 |  |
|                                        |                                         | Dorotea Susanna di Wittelsbach-Simmern | Federico III del Palatinato          |  |  |       |  |  |                                       |  |  |                                 |  |
|                                        |                                         | Dorotea Susanna di Wittelsbach-Simmern | Maria di Brandeburgo-Bayreuth        |  |  |       |  |  |                                       |  |  |                                 |  |
| Ernesto I di Sassonia-Gotha-Altenburg  |                                         | Dorotea Susanna di Wittelsbach-Simmern |                                      |  |  |       |  |  |                                       |  |  |                                 |  |
|                                        |                                         | Gioacchino Ernesto di Anhalt           | Giovanni V di Anhalt-Zerbst          |  |  |       |  |  |                                       |  |  |                                 |  |
|                                        |                                         | Gioacchino Ernesto di Anhalt           | Giovanni V di Anhalt-Zerbst          |  |  |       |  |  |                                       |  |  |                                 |  |
|                                        |                                         | Gioacchino Ernesto di Anhalt           | Margherita di Brandeburgo            |  |  |       |  |  |                                       |  |  |                                 |  |
| Dorotea Maria di Anhalt                |                                         | Gioacchino Ernesto di Anhalt           |                                      |  |  |       |  |  |                                       |  |  |                                 |  |
|                                        |                                         | Eleonora di Württemberg                | Cristoforo di Württemberg            |  |  |       |  |  |                                       |  |  |                                 |  |
|                                        |                                         | Eleonora di Württemberg                | Cristoforo di Württemberg            |  |  |       |  |  |                                       |  |  |                                 |  |
|                                        |                                         | Eleonora di Württemberg                | Anna Maria di Brandeburgo-Ansbach    |  |  |       |  |  |                                       |  |  |                                 |  |
| Alberto di Sassonia-Coburgo            |                                         | Eleonora di Württemberg                |                                      |  |  |       |  |  |                                       |  |  |                                 |  |
|                                        | Federico Guglielmo I di Sassonia-Weimar | Giovanni Guglielmo di Sassonia-Weimar  |                                      |  |  |       |  |  |                                       |  |  |                                 |  |
|                                        | Federico Guglielmo I di Sassonia-Weimar | Giovanni Guglielmo di Sassonia-Weimar  |                                      |  |  |       |  |  |                                       |  |  |                                 |  |
|                                        | Federico Guglielmo I di Sassonia-Weimar | Dorotea Susanna di Wittelsbach-Simmern |                                      |  |  |       |  |  |                                       |  |  |                                 |  |
| Giovanni Filippo di Sassonia-Altenburg | Federico Guglielmo I di Sassonia-Weimar |                                        |                                      |  |  |       |  |  |                                       |  |  |                                 |  |
|                                        |                                         | Anna Maria del Palatinato-Neuburg      | Filippo Luigi del Palatinato-Neuburg |  |  |       |  |  |                                       |  |  |                                 |  |
|                                        |                                         | Anna Maria del Palatinato-Neuburg      | Filippo Luigi del Palatinato-Neuburg |  |  |       |  |  |                                       |  |  |                                 |  |
|                                        |                                         | Anna Maria del Palatinato-Neuburg      | Anna di Jülich-Kleve-Berg            |  |  |       |  |  |                                       |  |  |                                 |  |
| Elisabetta Sofia di Sassonia-Altenburg |                                         | Anna Maria del Palatinato-Neuburg      |                                      |  |  |       |  |  |                                       |  |  |                                 |  |
|                                        |                                         | Enrico Giulio di Brunswick-Lüneburg    | Giulio di Brunswick-Lüneburg         |  |  |       |  |  |                                       |  |  |                                 |  |
|                                        |                                         | Enrico Giulio di Brunswick-Lüneburg    | Giulio di Brunswick-Lüneburg         |  |  |       |  |  |                                       |  |  |                                 |  |
|                                        |                                         | Enrico Giulio di Brunswick-Lüneburg    | Edvige di Brandeburgo                |  |  |       |  |  |                                       |  |  |                                 |  |
| Elisabetta di Brunswick-Wolfenbüttel   |                                         | Enrico Giulio di Brunswick-Lüneburg    |                                      |  |  |       |  |  |                                       |  |  |                                 |  |
|                                        |                                         | Elisabetta di Danimarca                | Federico II di Danimarca             |  |  |       |  |  |                                       |  |  |                                 |  |
|                                        |                                         | Elisabetta di Danimarca                | Federico II di Danimarca             |  |  |       |  |  |                                       |  |  |                                 |  |
|                                        |                                         | Elisabetta di Danimarca                | Sofia di Meclemburgo-Güstrow         |  |  |       |  |  |                                       |  |  |                                 |  |
|                                        |                                         | Elisabetta di Danimarca                |                                      |  |  |       |  |  |                                       |  |  |                                 |  |